# José María Rodríguez Colorado
José María Rodríguez Colorado (Valladolid, 28 de març de 1948-Madrid, 9 de maig de 2013) va ser un polític espanyol.

## Biografia
Va néixer el 28 de març de 1948 en Valladolid. Llicenciat en dret en la Universitat de Deusto, es va afiliar al PSOE en 1974. Després de les eleccions municipals del 3 d'abril de 1979, va prendre possessió com a alcalde del municipi de Majadahonda el dia 19 d'aquest mes. Exerciria igualment el càrrec de president de la Diputació Provincial de Madrid entre el 20 de novembre de 1980 i el 24 de desembre de 1982. Va ser també governador civil i delegat del Govern en la comunitat de Madrid.
Va exercir de director general del Cos Nacional de Policia entre octubre de 1986 i juliol de 1991. Amb posterioritat va ser també conseller de Política Territorial, Obres Públiques i Urbanisme en l'últim govern autonòmic de Joaquín Leguina.
Imputat en 1999 en la instrucció de l'anomenat «cas fons reservats», va ser condemnat en 2002 per malversació de cabals públics a sis anys de presó, rebaixats a quatre; va ingressar a la presó al març de 2005, si bé el mateix dia 22 d'aquest mes va sortir de la presó en obtenir el tercer grau penitenciari, valorant-se de forma positiva que hagués reintegrat els 534.900 euros dels quals s'havia apropiat indegudament.
Va morir en Madrid el dijous 9 de maig de 2013 víctima d'un càncer.